# Herman Bouman
Herman Bouman (Groningen, 19 april 1822 – Amsterdam, 17 oktober 1899) was een Nederlands onderwijzer, prozaschrijver en dichter.
Hij was een zoon van de dichter Klaas Harms Bouman en volgde een onderwijzersopleiding in de stad Groningen. In 1845 werd hij hoofdonderwijzer in Sellingen; en in 1846 werd hij overgeplaatst naar Beerta. In 1867 nam hij het initiatief voor de oprichting van een nieuw Graaf Adolfmonument in het naburige Heiligerlee, nadat het oude monument uit 1825 ernstig vervallen was geraakt. Vanaf 1876 was hij directeur van de Amsterdamse kweekschool.
Hij schreef onder meer:
- De vormleer in de lagere school (1858)
- De vormleer in geregeld opeenvolgende opgaven en oefeningen (1864)
- De eerste trap van het leesonderwijs, met handleiding bij 't gebruik van 12 platen voor aanschouwelijke oefeningen en drie leesboekjes (1866)
- Het schoolverbond en de arbeidersvraag (1872)
- Opvoeding en onderwijs gegrond op des menschen lichamelijke en geestelijke ontwikkeling (1873)
- Gulden Kinderboek, eerste leesboek voor huisgezin en school (1876)
- Handleiding tot de kennis van opvoeding en onderwijs (1877)
- De eerste schooljaren (1880)

Met Matthijs Salverda was hij de oprichter van het tijdschrift De Schoolbode.